# Cordelia the Magnificent
Cordelia the Magnificent è un film muto del 1923 diretto da George Archainbaud. La sceneggiatura si basa sull'omonimo romanzo di Leroy Scott, pubblicato a New York nel 1923. Distribuito dalla Metro Pictures Corporation, aveva come interpreti Clara Kimball Young, Huntley Gordon, Carol Holloway.

## Trama
Coinvolta suo malgrado, dopo la rovina finanziaria della famiglia, nelle trame disoneste di D. K. Franklin, un avvocato che vive di ricatti, Cordelia Marlowe riesce a smascherarlo pubblicamente.

## Produzione
Il film fu prodotto dalla Samuel Zierler Photoplay Corporation.

## Distribuzione
Il copyright del film, richiesto dalla Samuel Zierler Photoplay Corp., fu registrato l'11 giugno 1923 con il numero LP19379.
Distribuito dalla Metro Pictures Corporation e presentato da Harry Garson, il film uscì nelle sale cinematografiche degli Stati Uniti il 30 aprile 1923. In Spagna, fu distribuito il 21 ottobre 1926 con il titolo Cordelia, la magnífica.
Non si conoscono copie ancora esistenti della pellicola che viene considerata presumibilmente perduta.